# 공주 봉황동 큰샘
큰샘은 대한민국 충청남도 공주시 봉황동에 있다. 1997년 6월 5일 공주시의 향토문화유적 제24호로 지정되었다.